# Reggae Jam
Das Reggae Jam ist ein jährlich stattfindendes Reggae-Festival im niedersächsischen Bersenbrück. Das Festival fand 1994 zum ersten Mal statt.
Das Reggae Jam ist im Vergleich kleiner als die anderen großen europäischen Reggae-Festivals, wie zum Beispiel das Rototom Sunsplash oder das Summerjam-Festival. In den letzten Jahren sind die Besucherzahlen jedoch stetig gestiegen und auch die Künstler sind bekannter, als in den früheren Jahren, als das Reggae Jam hauptsächlich auf einige wenige Stars und viele, hauptsächlich deutsche, Newcomer setzte. Im Leserpool der Zeitschrift riddim belegte das Reggae Jam 2005, 2006 und 2007 jeweils den zweiten Platz unter den Festivals. In den Jahren 2008 bis 2015 schaffte es das Festival achtmal hintereinander als bestes Reggaefestivals Deutschlands auf Platz 1 des Leserpolls gewählt zu werden.

## Geschichte

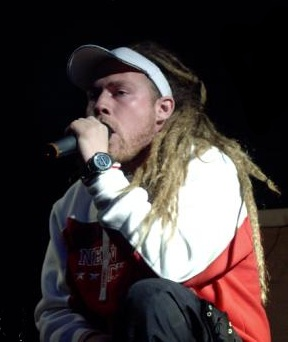
Mellow Mark auf dem Reggae Jam 2005

### Reggae Jam 2006
Das 12. Reggae Jam fand vom 11. bis 13. August statt.
Unter den Künstlern waren unter anderem Eek-A-Mouse, Daddy Freddy, Mono & Nikitaman, Don Carlos, Burro Banton und Ganjaman.

### Reggae Jam 2007

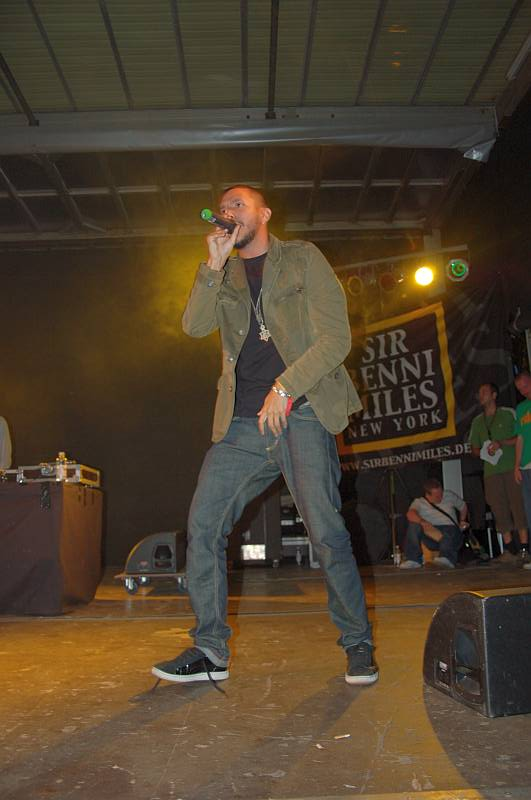
Million Stylez auf dem Reggae Jam 2007

Das 13. Reggae Jam 2007 fand vom 10. bis 12. August 2007 statt.

### Reggae Jam 2008
Das 14. Reggae Jam fand vom 8. bis 10. August 2008 statt.
Unter den Künstlern waren unter anderem Mono & Nikitaman, Dr. Ring-Ding, Ganjaman, Tanya Stephens, Junior Reid, Ken Boothe, Perfect, Iriepathie, Dawn Penn und Michael Rose.

### Reggae Jam 2009
Das Reggae Jam feierte 2009 sein 15. Jubiläum und fand vom 31. Juli bis 2. August statt. Aufgrund des Jahrestages war der Auftritt mehrerer bekannter Künstler angekündigt.
Unter den Künstlern waren Ali Campbell, Third World, Anthony B, Misty in Roots, Mr. Vegas, Burro Banton, Macka B, Lady Saw, Glen Washington, Sebastian Sturm, Martin Zobel, Ganjaman, Determine & Frisco Kid, Horace Andy, Jahcoustix, Chaka Demus & Pliers, Berlin Boom Orchestra, D-Flame, Benjie, Stitchie, Goldi, Dopewalka, Uwe Kaa, Brimstone & Fire u. v. m.

### Reggae Jam 2010

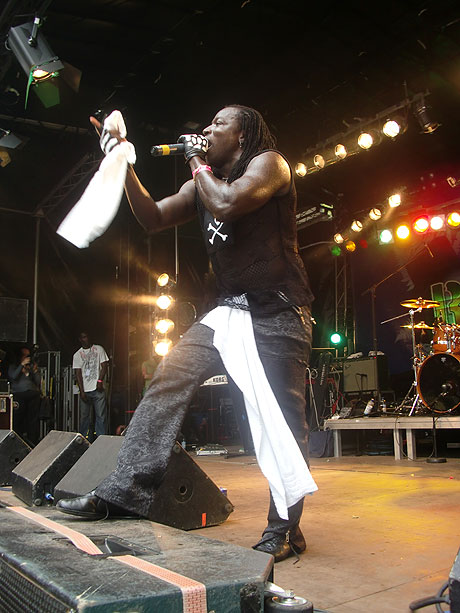
Mad Cobra auf dem Reggae Jam 2010

Das 16. Reggae Jam fand vom 30. Juli bis zum 1. August 2010 statt.
Es traten unter anderen auf: Steel Pulse, John Holt, Lutan Fyah, Fantan Mojah, U-Roy, Jah Mason, Busy Signal und Toots and the Maytals.

### Reggae Jam 2011
Das 17. Reggae Jam fand vom 5. bis 7. August 2011 statt.
Unter den Künstlern waren unter anderen Luciano, Assassin, Bryan Art, The Heptones, Linval Thompson, Jahcoustix, Iriepathie, D-Flame, House of Riddim, Richie Spice, Konshens, Ranking Joe, Mono & Nikitaman, U-Brown, Anthony Red Rose, Chezidek, Romain Virgo, General Degree, Frankie Paul, Etana, Ganjaman und special guest: Elephant Man.

### Reggae Jam 2012
Das 18. Reggae Jam fand vom 3. bis 5. August statt.
Unter den Künstlern waren unter anderen: Anthony B, Fantan Mojah, Ijahman Levi, I-Fire, Ganjaman, Rootz Underground, Raging Fyah, Jah Cure, Cornell Campbell, Mighty Diamonds, Pablo Moses, Johnny Osbourne, Tarrus Riley uvm.

### Reggae Jam 2013
Das 19. Reggae Jam fand vom 2. bis 4. August 2013 statt.
Unter den Künstlern waren unter anderen: Aaron Silk, Busy Signal, Barrington Levy, Chronixx, Cocoa Tea, Exco Levi, Freddie McGregor, Ganjaman, Gappy Ranks, Iba MaHr, Illbilly Hitech feat. Longfingah, Israel Vibration, Jah 9, Jamaica Papa Curvin, Jahcoustix, John Holt, Kimoe, Kiprich, Lee “Scratch” Perry, Leftside, Lion Teeth, Lloyd Parks & We the People Band, Marcia Griffiths, Martin Zobel, Mighty Tamlins, Nosliw, Pat Kelly, Peter Lloyd, Randy Valentine, Ras Shiloh, Ray Darwin, Romain Virgo, Ron Muschette, Roughhouse, Soul Train, Suga Roy & Conrad Crystal, Stikki Tantafari, Teacha Dee, Third World, Turbulence, U Roy, Uwe Banton, Warrior King, Yami Bolo, Yellow Umbrella

### Reggae Jam 2014
Das 20. Reggae Jam fand vom 1. bis 3. August 2014 statt. Eröffnet wurde das Festival mit einer Anniversary-Show, bei der die größten Hits der Künstler, die in den vorherigen 20 Jahren in Bersenbrück zu Gast waren, von den Lion Teeth Allstars gecovert wurden.
Folgende Künstler standen an diesem Wochenende unter anderem auf der Bühne: Shaggy, Ky-mani Marley, Gyptian, Midnite, Protoje, Chronixx, Kabaka Pyramid, Dre Island, Raging Fyah, I-Octane, Lady Saw, Skatalites, Luciano, Lutan Fyah, Fantan Mojah, I-Fire, D-Flame, RDX, Jah Bouks, No Maddz, Spanner Banner, First Light, R.C. - Righteous Child, Errol Dunkley, Jesse Royal, Anthony Cruz, Sylford Walker, The Viceroys, Duane Stephenson, Hopeton James, George Nooks, Thriller U, Tony Curtis, Lukie D, Bitty McLean, Prince Alla, Singing Melody, Little Kirk, Pentateuch, Ganjaman, Berlin Boom Orchestra, Saraléne feat. The Magic Touch, Trixstar, Addis Pablo, Mad Cobra, Goldi.

### Reggae Jam 2015
Das 21. Reggae Jam fand vom 24. bis 26. Juli 2015 statt.
59 Künstler waren für das Festival angekündigt: Aaron Silk, Addis Pablo, Alpheus, Althea & Donna, Anthony B, Barney Millah, Bass Sattion, Beatsafari, Big Mama Sound, Bitty Mclean, Blessed Love, Bruno Ranks, Buccaneer, Bugle, Cali P, Chaka Demus + Pliers, Chant Daun, Chezidek, Clay, Dr. Ring Ding, Earl 16, Exile Di Brave, Ganjaman, Jah Bami, Jah Sun, Jahmali, Junior Kelly, Lisa Dainjah, Lukie D, Mark Wonder, Mellow Mark, Meta & The Cornerstones, Micah Shemaiah, Mono & Nikitaman, Mr Vegas, Mr. Lexx, Nesbeth, Pressure, Ras Midas, Ray Darwin, Richie Campbell, Ricky Chaplin, Ronny Trettmann, Sheriffs Soundpatrol, Shuga, Silly Walks Discotheque, Sir David Rodigan, Soulforce, Spragga Benz, Strawl, Suns of Dub, Teacha D, Tippa Irie, Tony Tuff, Triston Palma, Uprising Roots, Vernon Maytone, Winston Francis, Yellowman.

### Reggae Jam 2016
Das 22. Reggae Jam fand vom 27. bis 31. Juli 2016 statt.
Angekündigt waren unter anderem: Admiral Tibet, Alborosie, Big Youth, Chronixx, Freddie McGregor, Ganjaman, General Degree, General Levy, Inner Circle, Kabaka Pyramid, Leroy Gibbons, Lutan Fyah, Natalie Rize, Queen Ifrica, Runkus, Sevana, Silly Walks feat. Patrice, The Tennors, Tinga Stewart, Tippa Irie, Tony Rebel, Turbolence.

### Reggae Jam 2017
Das 23. Reggae Jam fand vom 28. bis 30. Juli 2017 statt.
Angekündigt waren unter anderem: ASWAD, Big Mountain, Chuck Fenda, David Rodigan, Don Carlos, Kushart, Ky-Mani Marley, Mellow Mark, Michael Prophet, Six Nation, The Heptones, The Mighty Diamonds, The Ones, The Silvertones, Warrior King.

### Reggae Jam 2018
Das 24. Reggae Jam fand vom 3. bis 5. August 2018 statt. Auch 2018 wurde das Reggae Jam wieder als bestes Reggae-Festival durch ein Internetvoting des Magazins Riddim ausgezeichnet.
Angekündigt waren unter anderem: Bitty Mc Lean, Capleton, Johnny Osbourne, Andrew Tosh, Cocoa Tea, Dellé, Klub Kartell, Konshens, New Kingston,
Exco Levi, Ganjaman, I Wayne, Jah 9, Jahcoustix & Sebastian Sturm, Leroy Sibbles, Mr. Vegas, Nature, Nkulee Dube, Romain Virgo, Samory I, Sevana, Skarra Mucci.

### Reggae Jam 2019
Das 25. Reggae Jam fand vom 2. bis 4. August 2019 statt. Aufgrund der Hitzewelle in den vorangegangenen Wochen wurden, wie auch schon im Vorjahr, umfangreiche vorbereitende Maßnahmen durch die Feuerwehr und den Rettungsdienst geleistet. Jedoch blieben die Temperaturen und das Wetter während der Festivaltage gemäßigt, sodass das Festival ohne große Vorkommnisse stattfand. Für das Festival wurde sogar die Straßensperre der Dauerbaustelle auf der Bundesstraße 214 zeitweise aufgehoben. Den Höhepunkt bildete die Band Rockers, welche aus Musikern bestand, die im Film Rockers von 1978 mitwirkten. Am Sonntag fand in der Kirche St. Vincentius ein ökumenischer Wortgottesdienst unter Mitwirkung des Sängers und Festivalmoderators Ganjaman statt.
Angekündigt waren: Alborosie, Black Prophet, Bushman, Busy Signal, Chuck Fenda, City Look, Demage Skongdem, Denham Smith, Dr. Ring Ding, Duane Stephenson, EES, Everton Blender, Ganjaman, George Nooks, I-Fire, Israel Vibration, I Wayne, Jahbar I, Jo Mersa Marley, Joseph Grant, Junior Kelly, Kumar, Lila Ike, L.U.S.T., Memoria, Million Stylez, Mono & Nikitaman, Morgan Heritage, Yellow Umbrella & Der Reggaehase Boooo, Rockers, Rootz Underground, Royal Sounds, Sentinel Sound, Sofa Connection, Tanya Stephens, Treesha, Unlimited Culture, Utan Green, Uwe Banton, Vido Jelashe, Ward 21.

### Reggae Jam 2020 & 2021
Aufgrund der Coronavirus-Krise in Deutschland wurde der Termin des Reggae Jam 2020 erst vom 31. Juli bis 2. August 2020 auf den 11. bis 13. September 2020 verlegt. Nach dem Beschluss, dass Großveranstaltungen bis Ende Oktober 2020 untersagt sind, wurde das Reggae Jam 2020 auf das Folgejahr verschoben, musste 2021 aber ebenfalls wegen Covid-19 abgesagt werden.

### Reggae Jam 2022
Nach 2 Jahren Abstinenz findet das 26. Reggae Jam vom 29. bis 31. Juli 2022 statt.
Angekündigt waren: Alborosie, Anthony B, Morgan Heritage, Groundation, Richie Spice, Luciano, Queen Ifrica, Mellow Mood, Third World, Queen Omega, Turbulence, Etana, I-Octane, Ganjaman, Pressure Busspipe, Clinton Fearon, Jah Sun, Jah Mason, Nkulee Dube, Christopher Ellis, Raymond Wright, Uwe Banton, Mono & Nikitaman, Treesha, Unlimited Culture, Kingseyes, Marley's Ghost.

### Reggae Jam 2023
Das 27. Reggae Jam fand vom 4. bis 6. August 2023 statt.
Angekündigt waren: Burning Spear, Barrington Levy, Capleton, Marcia Griffiths, Yaksta, Jah Sun, Christopher Ellis, Tarrus Riley mit Dean Fraser, Tanya Stephens, Total Hip Replacement & Anyankofo, Stranger Cole & The Steadytones, House of Riddim.

### Reggae Jam 2024
Das 28. Reggae Jam fand vom 26. bis 28. Juli 2024 statt. Das Reggae Jam feierte sein 30-jähriges Jubiläum.
Angekündigt waren: Burning Spear, Busy Signal, Big Youth, Romain Virgo, Queen Ifrica, Luciano, Samory I, Etana, Mike Love, Natty King, Rebellion the Recaller, Kumar & The Guiding Star Orchestra, Khalia, Jah Lil, Rik Jam, Chi Ching Ching, Loyal Flames, Sara Lugo, Iqulah, BLVK H3RO, Teacha Dee, Nkulee Dube, Jamaram meets Jahcoustix, Banda Senderos, Ganjaman, Roughhouse, Boomtown Shakedown, Akeem Garisson, Samora, Mellow Mood, Mystical Faya, Mellow Mark, Irie Miah & The Massive Vibes, Schwarzpaul, Chaski & Inti, Code Red.

## Auszeichnungen
Leserpoll der Zeitschrift Riddim:

Bestes Reggae-Festival:
- 2008, 2009, 2010, 2011, 2012, 2013, 2014, 2015, 2016, 2017, 2018[9]

Bestes Reggae-Festival 2. Platz:
- 2005, 2006, 2007

Helga-Award
- Helga-Award 2018: 2. Platz in der Kategorie: Bestes Festival (1. Platz Wacken Open Air)[15]